# Tammuh
Tammuh – miejscowość w Egipcie, w muhafazie Giza. W 2006 roku liczyła 21 689 mieszkańców.